# Piscina Irgas
Piscina Irgas (italsky Cascata  di Piscina Irgas) je vodopád, který se nachází v obci Villacidro v provincii Sud Sardegna na Sardinii. Nachází se téměř na hranici s územím Domusnovas a je obklopen vrcholy, které dosahují výšky kolem 700 metrů. Představuje jeden z nejznámějších vodopádů na území obce Villacidro, spolu s vodopádem Sa Spendula a Muru Mannu.

## Geografie
Vodopád se nachází na řece Oridda, která pramení pod vrcholem Monte Lisone (1092 m n. m.), protíná celou náhorní plošinu Oridda a stéká údolím až k ústí do Rio Leni. Svým proudem, viditelným hlavně v zimním období, po vydatných a silných deštích, vytváří řadu přírodních vodních tůní podél téměř celého toku řeky Oridda. Vodopád má spád asi 45 m a vyvěrá z rokle Irgas na Monte Piscina Irgas.
K vodopádu se nejsnáze dostanete po turistické stezce CAI číslo 113, jakmile dosáhnete hory Monti Mannu. Odtud stezka, která po železném mostě překračuje řeku Rio Cannisoni, vstupuje do hustého dubového lesa. Podél cesty jsou souvislá stoupání s velmi úzkými průchody a hustým porostem, díky čemuž lze k vodopádu dojít přibližně za dvě hodiny chůze. Z Punta Piscina Irgas je možné vidět především Punta Màgusu (správněji Punta Cucuerris, známá také jako Punta Cannisoni, s výškou 1 000 m) a v dálce Monte Linas, nejvyšší horu celého Campidana.

## Flora
Okolní hory vytvářejí přírodní bariéru ze žulové skály, horniny, která dominuje téměř celému okolnímu hornatému území. Lokalita je obklopena makchiovými křovinami tvořenými především dubem cesmínovitým, planikami, vřesem, jalovci, cistusy, korkovými duby a oleandry. V podrostu a podél vodních toků se vyskytují také mechy a lišejníky.

## Fauna
V celé horské oblasti je možné se setkat s jelení zvěří, divokými prasaty a v nepřístupnějších a vyšších oblastech s muflony.